# Müllheizkraftwerk Göppingen
Das Müllheizkraftwerk Göppingen ist ein auf Siedlungs- und Gewerbemüll basierendes Müllheizkraftwerk (MHKW), das in Kraft-Wärme-Kopplung betrieben wird. Pro Jahr produziert die Anlage brutto ca. 63 GWh Strom, dazu werden noch ca. 55.000 MWh thermischer Energie als Fernwärme ausgekoppelt.
Die Anlage wurde 1975 in Betrieb genommen und wird heute von der EEW Energy from Waste Helmstedt GmbH im niedersächsischen Helmstedt betrieben. 1998 wurden in der Anlage ein neuer Kessel und eine moderne Rauchgasreinigungsanlage installiert.
Rund 155.000 Tonnen Restabfälle des Landkreises Göppingen und aus Baden-Württemberg werden hier jährlich thermisch verwertet. Pro Tag können bis zu 600 Tonnen Abfall ins Werk gebracht werden. Die daraus produzierte elektrische Energie wird ins öffentliche Netz eingespeist. Das Kraftwerk liefert jährlich Strom für etwa 17.000 Haushalte.

## Fernwärme
Zudem produziert die Anlage Fernwärme, mit der das Alb Fils Klinikum, das Wohngebiet Bergfeld mit rund 400 Wohnungen und das benachbarte Gelände des Polizeipräsidium Einsatz versorgt werden.
Zukünftig soll auch Ursenwang über eine Fernwärmeleitung mit Wärme aus dem Müllheizkraftwerk versorgt werden. Verträge hierzu wurden am Montag, 26. Februar 2024 unterzeichnet.